# 木村屋旅館
木村屋（きむらや）は宮城県白石市の鎌先温泉にある温泉旅館。元禄元(1688)年創業。同名のあんぱん専門メーカーである『木村屋總本店』およびそれとのれん分けをした各地のパンメーカーとは直接の関係はない。
鎌先温泉では唯一2本の本流温泉源泉を持っている。

## 概要
1964年4月に「株式会社木村屋旅館」として法人化。
永く旅館と兼営する形でユースホステルも営業していたが、閉館告知がされないまま、2008年頃にユースホステルとしての営業を終了した。その後も本業の旅館としての営業は継続していたが、団体客の受け入れを中心とした営業戦略が外れたこと等の理由により宿泊客の減少が続き、2008年8月18日付で仙台地方裁判所に民事再生手続開始の申し立てを行った。2009年7月13日再生認可が決定し営業を継続し、2012年9月に民事再生手続が終結した。
以降は東日本大震災後の被災地支援による特需から堅調な業績が続いていたが終息後は再度業績が低迷。2020年3月23日付けで営業を停止した。
その後、沖縄県のホテル業者「南風見観光」（はえみかんこう）が買収し、再開の準備を進めている。

## アクセス
- JR東日本東北新幹線『白石蔵王駅』よりタクシーで12分。
- JR東日本東北本線『白石駅』より『白石市民バス福岡線『鎌先温泉』行きに乗車25分『鎌先温泉』バス停下車、徒歩2分
- 東北自動車道『白石インターチェンジ』より車で10分。